# Samuel Tefera
Samuel Tefera, né le 23 octobre 1999, est un athlète éthiopien, spécialiste des courses de demi-fond, double champion du monde en salle du 1 500 m, en 2018 à Birmingham et en 2022 à Belgrade.  
Du 16 février 2019 au 17 février 2022, il détenait le record du monde en salle du 1 500 m.

## Biographie
Deuxième des championnats d’Éthiopie seniors 2017 à seulement dix-sept ans, il participe au 1 500 mètres des championnats du monde 2017 mais ne franchit pas le cap des séries.
Le 27 janvier 2018, lors du meeting en salle de Val de Reuil, Samuel Tefera établit un nouveau record du monde junior en salle du 1 500 mètres en parcourant la distance en 3 min 36 s 05. Il améliore de 23/100e de seconde le record du monde junior en salle détenu depuis 2007 par le Bahreïni Belal Mansoor Ali. Ce record n'est finalement pas ratifié, car le test antidopage n'a pas été effectué le jour même.
Le 4 mars 2018, Samuel Tefera décroche la médaille d'or du 1 500 m des championnats du monde en salle de Birmingham en 3 min 58 s 19, devant le Polonais Marcin Lewandowski et le Marocain Abdalaati Iguider.
Le 16 février 2019, à Birmingham, Samuel Tefera bat le record du monde en salle du 1 500 m en 3 min 31 s 04. Il améliore de 14 centièmes l'ancienne marque détenue depuis 1997 par la légende Hicham El Guerrouj.

## Palmarès
| Date | Compétition                        | Lieu                               | Résultat | Épreuve | Temps         |
| ---- | ---------------------------------- | ---------------------------------- | -------- | ------- | ------------- |
| 2018 | Championnats du monde en salle     | Birmingham                         | 1er      | 1 500 m | 3 min 58 s 19 |
| 2018 | Ligue de diamant                   | Ligue de diamant                   | 8e       | 1 500 m | 3 min 37 s 49 |
| 2019 | Circuit mondial en salle de l'IAAF | Circuit mondial en salle de l'IAAF | 1er      | 1 500 m | détails       |
| 2022 | Championnats du monde en salle     | Belgrade                           | 1er      | 1 500 m | 3 min 32 s 77 |
| 2024 | Championnats du monde en salle     | Glasgow                            | 7e       | 1 500 m | 3 min 38 s 10 |

## Records
| Épreuve | Épreuve   | Temps              | Lieu       | Date            |
| ------- | --------- | ------------------ | ---------- | --------------- |
| 1 500 m | Plein air | 3 min 30 s 71      | Monaco     | 9 juillet 2021  |
| 1 500 m | Salle     | 3 min 31 s 04 (AR) | Birmingham | 16 février 2019 |